# Куватов, Альмухамет Ахметович
Альмухамет Ахметович Куватов (1827—?) — кантонный начальник, есаул-ротмистр, кандидат словесности (1849).

## Биография
Родился в 1827 году в деревне Бурангулово Усерганской волости Оренбургского уезда Оренбургской губернии (ныне Кувандыкский район Оренбургской области. Происходил из башкирского дворянского рода Куватовых.
Учился в Казанской гимназии. В 1848 году окончил курс наук восточного факультета Казанского Императорского университета и получил звание кандидата словесности.
Вернулся в Оренбург, служил переводчиком в канцелярии Оренбургского генерал-губернатора.
В 1852—1852 годах служил начальником 10-го башкирского кантона, в 1859—1861 годах — начальник 11-го кантона, в 1862—1863 годах — начальник 4-го кантона.
В 1863—1865 годах являлся помощником начальника 1-го Оренбургского кантона.
Был награждён бронзовой медалью на Владимирской ленте «В память Восточной войны 1853—1856 гг.».
В 1867 году управляющему канцелярией Оренбургского генерал-губернатора А. Д. Холодковскому представил записку «Причины обеднения башкирского народа» на имя оренбургского генерал-губернатора Н. А. Крыжановского.

## Семья
Сыновья: Шагиахмет, Хужиахмет, Дусмухамет, Кутлумухамет. Хуж(и)ахмет Куватов был деятелем Башкирского национального движения, с сентября 1918 года заведовал отделом милиции Башкирского правительства.

## Память
Ему посвящена башкирская народная песня «Куватов» («Альмухамет кантон»):
..Куватов одарён был, как сэсэн,
Таких, как он, совсем у нас немного…
Попробуй-ка с Куватовым поспорь —
Умом он превзойдет любого в споре!..